# 4-碘苯甲酸
4-碘苯甲酸是一种有机化合物，化学式为C7H5IO2，它是2-碘苯甲酸和3-碘苯甲酸的同分异构体。

## 合成
4-碘苯甲酸可以通过重氮化反应来制备：
也可由碘在二甲基亚砜中于60 °C氧化4-肼基苯甲酸盐酸盐得到：
乙酸碘(I)直接氧化苯甲酸，也会生成4-碘苯甲酸。
其它的合成方法还包括碘和对氯汞苯甲酸的反应等。

## 结构及性质
4-碘苯甲酸和其它4-卤苯甲酸同构，属单斜晶系P21/n空间群，在固相以二聚体的形式存在。
4-碘苯甲酸可以发生Suzuki反应，如和苯硼酸反应在钯催化剂的存在下，生成联苯-4-甲酸。它也能发生羧酸的特征反应，如和甲醇反应，生成4-碘苯甲酸甲酯；和氯化亚砜回流反应，得到4-碘苯甲酰氯。
它可以和Mn2+、Co2+和Ni2+等金属离子形成配合物。

## 拓展阅读
- Grineva, Olga V.; Zorky, Petr M.; Rostov, Evgenij S. . Structural Chemistry. 2007, 18 (4): 443–448. ISSN 1040-0400. doi:10.1007/s11224-007-9161-2.
- Lewandowski, W.; Barańska, H.; Mościbroda, P.; Dasiewicz, B. . Journal of Molecular Structure. 1993, 293: 89–92. ISSN 0022-2860. doi:10.1016/0022-2860(93)80022-N.